# Aparecida de Castro
Aparecida de Castro (São Paulo, 23 de março de 1930) é uma atriz brasileira.

## Biografia
Aparecida de Castro seu nome de nascença, ficou conhecida por atuar em diversas novelas das décadas de 60, 70, e nos filmes do ator Amácio Mazzaropi, como O Jeca Macumbeiro e Jeca contra o Capeta, na década de 70.

## Televisão
| Ano  | Título                      | Emissora  |
| ---- | --------------------------- | --------- |
| 1984 | Meus Filhos, Minha Vida     | TVS       |
| 1976 | Os Apóstolos de Judas       | Rede Tupi |
| 1976 | Canção para Isabel          | Rede Tupi |
| 1975 | Ovelha Negra                | Rede Tupi |
| 1974 | Ídolo de Pano               | Rede Tupi |
| 1973 | Mulheres de Areia           | Rede Tupi |
| 1972 | A Revolta dos Anjos         | Rede Tupi |
| 1964 | De Repente, no Último Verão | Rede Tupi |
| 1964 | Se o Mar Contasse           | Rede Tupi |
| 1960 | Há Sempre o Amanhã          | Rede Tupi |

## Cinema
| Ano  | Título                           | Personagem     |
| ---- | -------------------------------- | -------------- |
| 1983 | Elas Só Transam no Disco         | Dona Loira     |
| 1982 | As Vigaristas do Sexo            | Frida          |
| 1980 | Inseto do Amor                   | Índia          |
| 1979 | Os Três Boiadeiros               |                |
| 1977 | Snuff, Vítimas do Prazer         |                |
| 1976 | O Jeca Contra o Capeta           | Dona do Bar    |
| 1975 | Quando Elas Querem... e Eles Não |                |
| 1975 | Lucíola, o Anjo Pecador          | Tia de Lucíola |
| 1974 | O Super Manso                    | Mãe de Isabel  |
| 1974 | O Jeca Macumbeiro                | Muriçoca       |
| 1952 | Era Uma Vez Um Vagabundo         |                |